# Campeonato Gaúcho de Futebol de 2010 - Série A
O Campeonato Gaúcho de Futebol de 2010 foi a 90ª edição da competição organizada pela Federação Gaúcha de Futebol e teve como campeão o Grêmio Foot-Ball Porto Alegrense.
A disputa envolveu dezesseis clubes distribuídos em duas chaves. A competição foi organizada em dois turnos: a Taça Fernando Carvalho e a Taça Fábio Koff. O vencedor do primeiro (Grêmio) enfrentou o ganhador do segundo (Internacional). O Grêmio venceu o primeiro jogo por 2x0 e perdeu o segundo por 1x0.
O campeão e o vice da competição se classificaram para a Copa do Brasil 2011 e a terceira vaga no Rio Grande do Sul foi destinada ao vencedor da Copa FGF. Além disso, as duas melhores equipes que não estiverem em nenhuma outra divisão nacional se classificaram para a Série D de 2010.

## Participantes
| Equipe                                          | Município         | Participação | Em 2009                    | Estádio                     | Capacidade | Melhores desempenhos |
| ----------------------------------------------- | ----------------- | ------------ | -------------------------- | --------------------------- | ---------- | --- |
| Esporte Clube Avenida                           | Santa Cruz do Sul | 8ª           | 10º                        | Estádio dos Eucaliptos      | 3.000      | 5º em 1999 |
| Sociedade Esportiva e Recreativa Caxias do Sul  | Caxias do Sul     | 49ª          | 8º                         | Centenário                  | 30.822     | Campeão em 2000 |
| Clube Esportivo Bento Gonçalves                 | Bento Gonçalves   | 40ª          | 14º                        | Montanha dos Vinhedos       | 15.269     | Vice-campeão em 1979 |
| Grêmio Foot-Ball Porto-Alegrense                | Porto Alegre      | 68ª          | Vice-campeão               | Olímpico                    | 45.000     | Campeão em 1921, 1922, 1926, 1931, 1932, 1946, 1949, 1956, 1957, 1958, 1959, 1960, 1962, 1963, 1964, 1965, 1966, 1967, 1968, 1977, 1979, 1980, 1985, 1986, 1987, 1988, 1989, 1990, 1993, 1995, 1996, 1999, 2001, 2006 e 2007.                        |
| Esporte Clube Internacional                     | Santa Maria       | 35ª          | 11º                        | Presidente Vargas           | 12.000     | 3º lugar em 1980, 1981 e 2008 |
| Sport Club Internacional                        | Porto Alegre      | 66ª          | Campeão                    | Beira-Rio                   | 56.000     | Campeão em 1927, 1934, 1940, 1941, 1942, 1943, 1944, 1945, 1947, 1948, 1950, 1951, 1952, 1953, 1955, 1961, 1969, 1970, 1971, 1972, 1973, 1974, 1975, 1976, 1978, 1981, 1982, 1983, 1984, 1991, 1992, 1994, 1997, 2002, 2003, 2004, 2005, 2008 e 2009 |
| Esporte Clube Juventude                         | Caxias do Sul     | 48ª          | 7º                         | Alfredo Jaconi              | 23.726     | Campeão em 1998 |
| Esporte Clube Novo Hamburgo                     | Novo Hamburgo     | 59ª          | 12º                        | Estádio do Vale             | 6.000      | Vice-campeão em 1942*, 1947*, 1949*, 1950* e 1952* |
| Esporte Clube Pelotas                           | Pelotas           | 49ª          | Vice-campeão da 2ª Divisão | Boca do Lobo                | 20.000     | Campeão em 1930 |
| Porto Alegre Futebol Clube                      | Porto Alegre      | 1ª           | Campeão da 2ª Divisão      | João da Silva Moreira**     | 500        | Estreante |
| Futebol Clube Santa Cruz                        | Santa Cruz do Sul | 41ª          | 5º                         | Estádio dos Plátanos        | 4.000      | 4º lugar em 1988 |
| Esporte Clube São José                          | Porto Alegre      | 26ª          | 9º                         | Passo D'Areia               | 9.000      | 5º em 2006 |
| Esporte Clube São Luiz                          | Ijuí              | 22ª          | 13º                        | 19 de Outubro               | 6.000      | 7º em 1998 |
| Universidade Sport Club                         | Canoas            | 7ª           | 6º                         | Complexo Esportivo da Ulbra | 10.000     | Vice-campeã em 2004*** |
| Veranópolis Esporte Clube Recreativo e Cultural | Veranópolis       | 17ª          | 4º lugar                   | Antônio David Farina        | 5.000      | 3º lugar em 1998 e 2007 |
| Ypiranga Futebol Clube                          | Erechim           | 22ª          | 3º lugar                   | Colosso da Lagoa            | 30.000     | 3º lugar em 1994 e 2009 |

* Com o nome de Esporte Clube Floriano.
** Mandou alguns jogos no Complexo Esportivo da Ulbra.
*** Com o nome de Sport Club Ulbra.

## Fórmula
Os 16 clubes participantes vão ser divididos em dois grupos.
Na Taça Fernando Carvalho, correspondente ao Primeiro Turno, os times jogam contra os adversários do outro grupo, e os quatro primeiros se classificam para o enfrentamento em jogo único até a final.
Já a Taça Fábio Koff, que corresponde ao Segundo Turno, as equipes jogam contra os adversários do seu grupo, com os quatro primeiros se classificando para os jogos da etapa seguinte até a decisão, sempre em jogo único.
Os times vencedores das Taças Fernando Carvalho e Fábio Koff fazem dois jogos finais, que definirão o Campeão Gaúcho 2010. O mando de campo do segundo jogo da fase final será da equipe que tenha obtido o melhor retrospecto técnico desde a primeira fase, com exceção dos "mata". Caso o mesmo time ganhe ambas as Taças, este será declarado campeão automaticamente. Os dois últimos colocados na classificação geral serão rebaixados para a Segunda Divisão, exceto o campeão e o vice-campeão gaúcho, bem como o campeão do interior.

## Primeira fase (Taça Fernando Carvalho)

### Fase de grupos
| Classificação | Classificação        | Classificação | Classificação | Classificação | Classificação | Classificação | Classificação | Classificação | Classificação |
| Time | Time                 | PG            | J             | V             | E             | D             | GP            | GC            | SG            |
| --- | -------------------- | ------------- | ------------- | ------------- | ------------- | ------------- | ------------- | ------------- | ------------- |
| 1 | Grêmio               | 17            | 8             | 5             | 2             | 1             | 17            | 10            | 7             |
| 2 | Novo Hamburgo        | 8             | 8             | 2             | 2             | 4             | 10            | 14            | -4            |
| 3 | Inter de Santa Maria | 8             | 8             | 2             | 2             | 4             | 10            | 18            | -8            |
| 4 | Juventude            | 6             | 8             | 1             | 3             | 4             | 10            | 18            | -8            |
| 5 | Ypiranga de Erechim  | 5             | 8             | 1             | 2             | 5             | 9             | 17            | -8            |
| 6 | Porto Alegre         | 4             | 8             | 1             | 1             | 6             | 10            | 21            | -11           |
| 7 | Esportivo            | 3             | 8             | 1             | 0             | 7             | 7             | 22            | -15           |
| 8 | Avenida              | 1             | 8             | 0             | 1             | 7             | 8             | 16            | -8            |
| PG – Pontos ganhos; J – Jogos; V - Vitórias; E - Empates; D - Derrotas; GP – Gols pró; GC – Gols contra; SG – Saldo de gols |                      |               |               |               |               |               |               |               |               |

|  |                                   |
|  | Classificados para a próxima fase |

| Classificação | Classificação | Classificação | Classificação | Classificação | Classificação | Classificação | Classificação | Classificação | Classificação |
| Time | Time          | PG            | J             | V             | E             | D             | GP            | GC            | SG            |
| --- | ------------- | ------------- | ------------- | ------------- | ------------- | ------------- | ------------- | ------------- | ------------- |
| 1 | Internacional | 22            | 8             | 7             | 1             | 0             | 19            | 6             | 13            |
| 2 | São José-RS   | 19            | 8             | 6             | 1             | 1             | 18            | 10            | 8             |
| 3 | São Luiz      | 18            | 8             | 5             | 3             | 0             | 20            | 7             | 13            |
| 4 | Veranópolis   | 17            | 8             | 5             | 2             | 1             | 20            | 11            | 9             |
| 5 | Pelotas       | 15            | 8             | 5             | 0             | 3             | 18            | 10            | 8             |
| 6 | Caxias        | 15            | 8             | 4             | 3             | 1             | 16            | 11            | 5             |
| 7 | Santa Cruz-RS | 14            | 8             | 4             | 2             | 2             | 12            | 8             | 4             |
| 8 | Universidade  | 7             | 8             | 2             | 1             | 5             | 13            | 18            | -5            |
| PG – Pontos ganhos; J – Jogos; V – Vitórias; E – Empates; D - Derrotas; GP – Gols pró; GC – Gols contra; SG – Saldo de gols |               |               |               |               |               |               |               |               |               |

|  |                                   |
|  | Classificados para a próxima fase |

### Fase final
|  | Quartas de final     | Quartas de final     | Quartas de final     |                      |               | Semifinais    | Semifinais | Semifinais |  |  | Final | Final | Final |  |
|  |                      |                      |                      |                      |               |               |            |            |  |  |       |       |       |  |
|  | Grêmio               | Grêmio               | 4                    |                      |               |               |            |            |  |  |       |       |       |  |
|  | Grêmio               | Grêmio               | 4                    |                      |               |               |            |            |  |  |       |       |       |  |
|  | Veranópolis          | Veranópolis          | 2                    |                      |               |               |            |            |  |  |       |       |       |  |
|  | Veranópolis          | Veranópolis          | 2                    |                      | Grêmio        | Grêmio        | 4          |            |  |  |       |       |       |  |
|  |                      |                      |                      |                      | Grêmio        | Grêmio        | 4          |            |  |  |       |       |       |  |
|  |                      |                      | Inter de Santa Maria | Inter de Santa Maria | 1             |               |            |            |  |  |       |       |       |  |
|  | São José-RS          | São José-RS          | Inter de Santa Maria | Inter de Santa Maria | 1             | 0             |            |            |  |  |       |       |       |  |
|  | São José-RS          | São José-RS          |                      |                      |               |               |            |            |  |  |       |       |       |  |
|  | Inter de Santa Maria | Inter de Santa Maria | 2                    |                      |               |               |            |            |  |  |       |       |       |  |
|  | Inter de Santa Maria | Inter de Santa Maria | 2                    |                      | Grêmio        | Grêmio        | 1          |            |  |  |       |       |       |  |
|  |                      |                      |                      |                      |               |               |            |            |  |  |       |       |       |  |
|  |                      |                      | Novo Hamburgo        | Novo Hamburgo        | 0             |               |            |            |  |  |       |       |       |  |
|  | Internacional        | Internacional        | Novo Hamburgo        | Novo Hamburgo        | 0             | 2             |            |            |  |  |       |       |       |  |
|  | Internacional        | Internacional        |                      |                      |               |               |            |            |  |  |       |       |       |  |
|  | Juventude            | Juventude            | 0                    |                      |               |               |            |            |  |  |       |       |       |  |
|  | Juventude            | Juventude            | 0                    |                      | Internacional | Internacional | 1          |            |  |  |       |       |       |  |
|  |                      |                      |                      |                      | Internacional | Internacional | 1          |            |  |  |       |       |       |  |
|  |                      |                      | Novo Hamburgo        | Novo Hamburgo        | 2             |               |            |            |  |  |       |       |       |  |
|  | Novo Hamburgo        | Novo Hamburgo        | Novo Hamburgo        | Novo Hamburgo        | 2             | 2             |            |            |  |  |       |       |       |  |
|  | Novo Hamburgo        | Novo Hamburgo        |                      |                      |               |               |            |            |  |  |       |       |       |  |
|  | São Luiz             | São Luiz             | 0                    |                      |               |               |            |            |  |  |       |       |       |  |

| Taça Fernando Carvalho      |
| --------------------------- |
| Grêmio (36º título) Campeão |

## Segunda fase (Taça Fábio Koff)

### Fase de grupos
| Classificação | Classificação        | Classificação | Classificação | Classificação | Classificação | Classificação | Classificação | Classificação | Classificação |
| Time | Time                 | PG            | J             | V             | E             | D             | GP            | GC            | SG            |
| --- | -------------------- | ------------- | ------------- | ------------- | ------------- | ------------- | ------------- | ------------- | ------------- |
| 1 | Grêmio               | 21            | 7             | 7             | 0             | 0             | 16            | 4             | 12            |
| 2 | Novo Hamburgo        | 13            | 7             | 4             | 1             | 2             | 13            | 8             | 5             |
| 3 | Inter de Santa Maria | 10            | 7             | 3             | 1             | 3             | 11            | 14            | -3            |
| 4 | Ypiranga de Erechim  | 9             | 7             | 2             | 3             | 2             | 10            | 13            | -3            |
| 5 | Porto Alegre         | 7             | 7             | 2             | 1             | 4             | 13            | 14            | -1            |
| 6 | Esportivo            | 7             | 7             | 2             | 1             | 4             | 10            | 15            | -5            |
| 7 | Avenida              | 6             | 7             | 2             | 0             | 5             | 12            | 15            | -3            |
| 8 | Juventude            | 6             | 7             | 1             | 3             | 3             | 9             | 11            | -2            |
| PG – Pontos ganhos; J – Jogos; V - Vitórias; E - Empates; D - Derrotas; GP – Gols pró; GC – Gols contra; SG – Saldo de gols |                      |               |               |               |               |               |               |               |               |

|  |                                   |
|  | Classificados para a próxima fase |

| Classificação | Classificação | Classificação | Classificação | Classificação | Classificação | Classificação | Classificação | Classificação | Classificação |
| Time | Time          | PG            | J             | V             | E             | D             | GP            | GC            | SG            |
| --- | ------------- | ------------- | ------------- | ------------- | ------------- | ------------- | ------------- | ------------- | ------------- |
| 1 | Caxias        | 19            | 7             | 6             | 1             | 0             | 13            | 5             | 8             |
| 2 | São José-RS   | 12            | 7             | 3             | 3             | 1             | 16            | 10            | 6             |
| 3 | Internacional | 11            | 7             | 3             | 2             | 2             | 12            | 9             | 3             |
| 4 | Pelotas       | 9             | 7             | 2             | 3             | 2             | 11            | 11            | 0             |
| 5 | Veranópolis   | 8             | 7             | 2             | 2             | 3             | 14            | 13            | 1             |
| 6 | Universidade  | 8             | 7             | 2             | 2             | 3             | 10            | 15            | -5            |
| 7 | São Luiz      | 5             | 7             | 1             | 2             | 4             | 9             | 13            | -4            |
| 8 | Santa Cruz-RS | 3             | 7             | 0             | 3             | 4             | 8             | 17            | -9            |
| PG – Pontos ganhos; J – Jogos; V – Vitórias; E – Empates; D – Derrotas; GP – Gols pró; GC – Gols contra; SG – Saldo de gols |               |               |               |               |               |               |               |               |               |

|  |                                   |
|  | Classificados para a próxima fase |

## Fase final
|  | Quartas de final | Quartas de final     | Quartas de final    |                     |               | Semifinais    | Semifinais | Semifinais |  |  | Final | Final | Final |  |
|  |                  |                      |                     |                     |               |               |            |            |  |  |       |       |       |  |
|  | 2º               | São José-RS          | 0 (3)               |                     |               |               |            |            |  |  |       |       |       |  |
|  | 2º               | São José-RS          | 0 (3)               |                     |               |               |            |            |  |  |       |       |       |  |
|  | 3º               | Inter de Santa Maria | 0 (1)               |                     |               |               |            |            |  |  |       |       |       |  |
|  | 3º               | Inter de Santa Maria | 0 (1)               |                     | São José-RS   | São José-RS   | 1 (2)      |            |  |  |       |       |       |  |
|  |                  |                      |                     |                     | São José-RS   | São José-RS   | 1 (2)      |            |  |  |       |       |       |  |
|  |                  |                      | Pelotas             | Pelotas             | 1 (4)         |               |            |            |  |  |       |       |       |  |
|  | 1º               | Grêmio               | Pelotas             | Pelotas             | 1 (4)         | 1             |            |            |  |  |       |       |       |  |
|  | 1º               | Grêmio               |                     |                     |               |               |            |            |  |  |       |       |       |  |
|  | 4º               | Pelotas              | 2                   |                     |               |               |            |            |  |  |       |       |       |  |
|  | 4º               | Pelotas              | 2                   |                     | Internacional | Internacional | 3          |            |  |  |       |       |       |  |
|  |                  |                      |                     |                     |               |               |            |            |  |  |       |       |       |  |
|  |                  |                      | Pelotas             | Pelotas             | 2             |               |            |            |  |  |       |       |       |  |
|  | 2º               | Novo Hamburgo        | Pelotas             | Pelotas             | 2             | 3 (4)         |            |            |  |  |       |       |       |  |
|  | 2º               | Novo Hamburgo        |                     |                     |               |               |            |            |  |  |       |       |       |  |
|  | 3º               | Internacional        | 3 (5)               |                     |               |               |            |            |  |  |       |       |       |  |
|  | 3º               | Internacional        | 3 (5)               |                     | Internacional | Internacional | 2          |            |  |  |       |       |       |  |
|  |                  |                      |                     |                     | Internacional | Internacional | 2          |            |  |  |       |       |       |  |
|  |                  |                      | Ypiranga de Erechim | Ypiranga de Erechim | 0             |               |            |            |  |  |       |       |       |  |
|  | 1º               | Caxias               | Ypiranga de Erechim | Ypiranga de Erechim | 0             | 2 (1)         |            |            |  |  |       |       |       |  |
|  | 1º               | Caxias               |                     |                     |               |               |            |            |  |  |       |       |       |  |
|  | 4º               | Ypiranga de Erechim  | 2 (3)               |                     |               |               |            |            |  |  |       |       |       |  |

Para este esquema, leia-se: C1 = chave 1, C2 = chave 2
| Taça Fábio Koff                   |
| --------------------------------- |
| Internacional (2º título) Campeão |

## Final
| 25 de abril | Internacional | 0 – 2 | Grêmio                   | Estádio Beira-Rio, Porto Alegre             |
| 16h         |               |       | 67' Rodrigo · 87' Borges | Público: 34 744 Árbitro: RS Leonardo Gaciba |

| 2 de maio | Grêmio | 0 – 1 | Internacional | Estádio Olímpico Monumental, Porto Alegre  |
| 16h       |        |       | 09' Giuliano  | Público: 44 727 Árbitro: RS Leandro Vuaden |

| Campeonato Gaúcho de 2010   |
| Grêmio (36º título) Campeão |
| --------------------------- |

## Campeão do Interior
O Campeão do Interior não poderá ser rebaixado e classificar-se-á à Série D de 2010. Ele será declarado segundo a classificação geral da competição. Esta equipe não poderá ser da Dupla Grenal
| Campeão do Interior |
| Caxias do Sul       |
| Caxias              |
| ------------------- |

## Classificação geral
| Classificação | Classificação        | Classificação | Classificação | Classificação | Classificação | Classificação | Classificação | Classificação | Classificação |
| Time | Time                 | PG            | J             | V             | E             | D             | GP            | GC            | SG            |
| --- | -------------------- | ------------- | ------------- | ------------- | ------------- | ------------- | ------------- | ------------- | ------------- |
| 1 | Grêmio               | 38            | 15            | 12            | 2             | 1             | 33            | 14            | 19            |
| 2 | Internacional        | 33            | 15            | 10            | 3             | 2             | 31            | 15            | 16            |
| 3 | Caxias               | 34            | 15            | 10            | 4             | 1             | 29            | 16            | 13            |
| 4 | São José-RS          | 31            | 15            | 9             | 4             | 2             | 34            | 20            | 14            |
| 5 | Veranópolis          | 25            | 15            | 7             | 4             | 4             | 34            | 24            | 10            |
| 6 | Pelotas              | 24            | 15            | 7             | 3             | 5             | 29            | 21            | 8             |
| 7 | São Luiz             | 23            | 15            | 6             | 5             | 4             | 29            | 20            | 9             |
| 8 | Novo Hamburgo        | 21            | 15            | 6             | 3             | 6             | 23            | 22            | 1             |
| 9 | Inter de Santa Maria | 18            | 15            | 5             | 3             | 7             | 21            | 32            | -11           |
| 10 | Santa Cruz-RS        | 17            | 15            | 4             | 5             | 6             | 20            | 26            | -6            |
| 11 | Universidade         | 15            | 15            | 4             | 3             | 8             | 23            | 33            | -10           |
| 12 | Ypiranga de Erechim  | 14            | 15            | 3             | 5             | 8             | 19            | 30            | -11           |
| 13 | Juventude            | 12            | 15            | 2             | 6             | 7             | 19            | 29            | -10           |
| 14 | Porto Alegre         | 11            | 15            | 3             | 2             | 10            | 23            | 35            | -12           |
| 15 | Esportivo            | 10            | 15            | 3             | 1             | 11            | 17            | 37            | -20           |
| 16 | Avenida              | 7             | 15            | 2             | 1             | 12            | 20            | 31            | -11           |
| PG – Pontos ganhos; J – Jogos; V – Vitórias; E – Empates; D – Derrotasv; GP – Gols pró; GC – Gols contra; SG – Saldo de gols |                      |               |               |               |               |               |               |               |               |

|  |                                                                     |
|  | Campeão do Gauchão 2010 e classificado para Copa do Brasil de 2011, |
|  | Campeão da Taça Fernando Carvalho                                   |
|  | Campeão da Taça Fábio Koff                                          |
|  | Campeão do Interior e classificado para Copa do Brasil de 2011.     |
|  | Classificado para o Campeonato Brasileiro 2010 - Série D.           |
|  | Rebaixados à Série B de 2011                                        |

Para a classificação geral, são contados apenas pontos das fases de grupos, ignorando, portanto, as fases eliminatórias.
Observação: Grêmio e Internacional já têm vaga garantida no Campeonato Brasileiro - Série A. Caxias e Juventude já têm vaga garantida no Campeonato Brasileiro - Série C.
 O Veranópolis obteve vaga ao Campeonato Brasileiro - Série D, mas desistiu de disputar a competição, e a vaga foi cedida para o Pelotas. 